# Ossip Zadkine
Ossip Zadkine (ur. 14 lipca 1890 w Witebsku, zm. 25 listopada 1967 w Paryżu) – francuski rzeźbiarz.

## Życiorys
Urodził się w Witebsku w żydowsko-szkockiej rodzinie. Uczył się w Witebsku. W 1905 roku wyjechał do Anglii, gdzie studiował na politechnice londyńskiej. W 1909 wyjechał do Paryża. Przez pół roku uczęszczał do École des Beaux-Arts. Podczas I wojny światowej służył jako ochotnik w armii francuskiej. W 1917 roku został na froncie zatruty gazem.
W roku 1935 odbył podróż do Grecji, którą opisał w książce Voyage en Grèce.
II wojnę światową spędził na emigracji w Stanach Zjednoczonych.
Po powrocie do Francji nauczał w swojej Szkole Rzeźby Zadkine’a (jego uczniem był m.in. Władysław Hasior).
Ossip Zadkine zmarł w Paryżu w wieku lat 77 i został pochowany na cmentarzu Montparnasse.

## Twórczość
Rzeźbiarzem, który wywarł na Zadkina znaczący wpływ, był Auguste Rodin.
Wcześnie zetkął się z rzeźbą afrykańską i sztuką prymitywną. Ich wpływ jest widoczny w jego twórczości z lat 1914–1915.
Rzeźby Kobieta z wachlarzem (1914), Forma kobieca (1918) są przykładami rzeźb typowo kubistycznych. Zadkin korzystał z doświadczeń rzeźby kubistycznej, nigdy jednak nie uczestniczył we wspólnych wystawach z kubistami.
W 1919 miał w Brukseli swoją pierwszą indywidualną wystawę. Z tego okresu pochodzi wykonana w gipsie rzeźna Akordeonista (1918), Formy i światło (1918) z polerowanej miedzi. W 1918 wyrzeźbił w kamieniu Formy kobiece pokrewne rzeźbom Laurensa.
Artysta osiągnął w ramach kubizmu swój własny, zindywidualizowany styl, który charaktreryzował się tendencjami barokowymi i ekspesjonizującymi: Chrystus (1939), Więźniarka (1943), Krzyczący arlekin (1944), Poeta (1954), Orfeusz (1956). Jego najbardziej znaną pracą jest rzeźba Rozdarte miasto, poświęcona niczym nieusprawiedliwionemu zniszczeniu centrum Rotterdamu przez Niemców w 1940.
Obok wielkich masywnych kompozycji tworzył mniejsze złożone kompozycje: Muzykantki (1924), Zegar słoneczny (1929), Henk i Nel Wiegersma (1930), Zakochani (1953), Las ludzki (1958), Narodziny form (1958).